# Vincenz Müller
Pour les articles homonymes, voir Müller.
Vincenz Müller (5 novembre 1894 à Aichach - 12 mai 1961 à Berlin) est un Generalleutnant allemand qui a servi au sein de la Heer dans la Wehrmacht pendant la Seconde Guerre mondiale.
Il a été récipiendaire de la croix de chevalier de la croix de fer. Cette décoration est attribuée pour récompenser un acte d'une extrême bravoure sur le champ de bataille ou un commandement militaire avec succès.

## Biographie

### Début de carrière
Vincenz Müller est né dans le Royaume de Bavière à Aichach dans une famille non-militaire, étant le fils d'un tanneur. En tant que Leutnant (sous-lieutenant) du 13e bataillon du génie, il passe une grande partie de la Première Guerre mondiale en Turquie avec la mission militaire allemande dans l'Empire ottoman. Il est blessé par un fragment de grenade à Gallipoli, et est ensuite transféré à Bagdad et sur le Front Persique. Il retourne en Allemagne après avoir contracté le paludisme et le typhus. En 1917, il retourne en Turquie comme instructeur tactique pour les officiers turcs.
Après la guerre, il continua à servir avec la Reichswehr dans diverses fonctions et est promu Hauptmann (capitaine).

### Allemagne nazie
Servant dans la Heer dans la Wehrmacht, Müller est promu au grade de Oberst (colonel) et, en 1938, il atteint le rôle d'officier d'état major général du Heeresgruppe 2. Durant cette période, il est connu pour avoir eu des contacts avec les résistants anti-nazis (Widerstand) dans la Heer comme Erwin von Witzleben, mais ne s'est pas engagé en tant que membre actif.
Si ses affiliations politiques sont restées incertaines, Müller montre sa volonté de servir complètement les plans militaires des nazis et de faire avancer sa carrière dans la Wehrmacht. En tant qu'officier d'état-major, il est impliqué dans la planification de l'opération Tannenbaum, l'invasion avortée de la Suisse en 1940, et de l'opération Barbarossa visant à envahir l'Union soviétique. En 1943, Müller est devenu generalleutnant (lieutenant-général) et prend le commandement de la 56e Division d'infanterie, subordonnée à la 4e armee du Groupe d'armées Centre. En 1944, Müller est commandant du XII. Armeekorps.
Müller se fait remarquer pendant la débâcle allemande en Biélorussie à la fin de juin 1944. Avec le reste de la 4e Armée, le XII. Armeekorps se trouve encerclé à l'est de Minsk lors de l'offensive soviétique, l'opération Bagration. Le Corps de Müller est probablement le moins endommagé des forces laissées en arrière par les percées soviétiques et, le 3 juillet suivant, il reçoit le commandement de l'ensemble des unités encerclées de la 4e Armée, environ 100 000 soldats, engagés le 5 juillet à plus de 100 kilomètres derrière les lignes soviétiques. Malgré la signalisation par radio qu'il est confiant qu'une évasion puisse réussir, Müller, qui avait rejoint la tentative d'évasion de la 18. Panzergrenadier-Division, est capturé le 8 juillet et la plupart des éléments de la 4e armée ont été détruits.

### Captivité soviétique
Müller a montré une volonté de coopération avec les soviétiques à partir du moment de sa capture, en émettant un ordre aux troupes de la 4e Armée de déposer leurs armes.
Pendant son temps comme prisonnier de guerre, Müller a un changement apparent de point de vue et professe d'être devenu un anti-nazi : quelques jours après sa capture, il avait rejoint le Comité national pour une Allemagne libre (Nationalkomitee Freies Deutschland ou NKFD) et la Bund Deutscher offiziere dirigé par Walther von Seydlitz-Kurzbach. Il est membre d'un groupe de généraux capturés durant l'opération Bagration (comme Edmund Hoffmeister, le commandant de la XXXXI. Panzerkorps et Rudolf Bamler de la 12. Infanterie-Division) qui est devenu particulièrement important dans l'activité du NKFD. Contrairement à beaucoup de ses collègues, cependant, Müller prétendait être devenu un communiste convaincu. Avec Bamler, Müller est connu pour avoir participé à une formation spéciale en Krasnogorsk à la fin de 1944, et est soupçonné d'avoir été recruté par les services secrets soviétiques pour espionner les autres membres du NKFD, tel que Friedrich Paulus.

### La République démocratique allemande

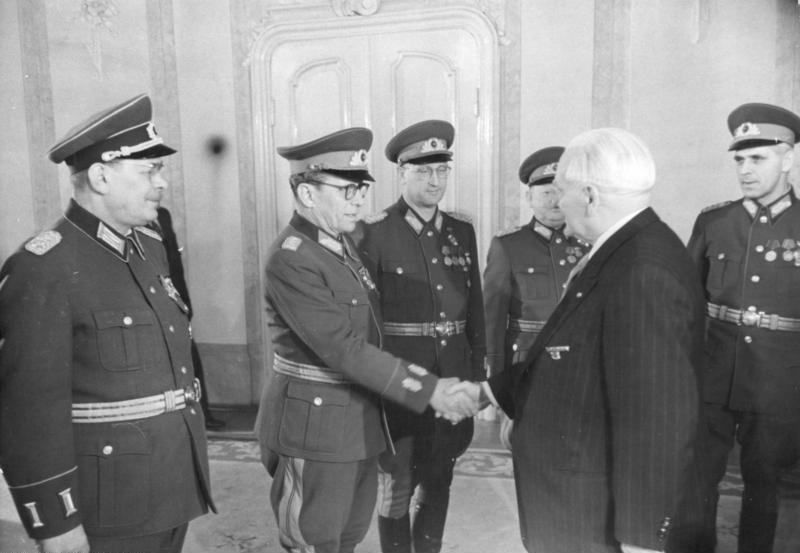
Vincenz Müller (2e depuis la gauche) lors d'une réception organisée par Wilhelm Pieck (1957).

Vincenz Müller est libéré relativement tôt de sa captivité soviétique, en 1948, et rejoint le Parti national-démocrate d'Allemagne, le NDPD. De 1949 à 1952, il est vice-président du parti et est vice-président du parlement est-allemand, la Volkskammer (Chambre du peuple). Durant cette période, il est soupçonné d'avoir continué à agir comme un informateur de la sécurité de l'État est-allemand.
Après 1952, Vincenz Müller retourne à une carrière militaire et est chargé de reconstruire les forces armées de l'Allemagne de l'Est : il est renvoyé au rang de lieutenant-général. Après avoir dirigé le ministère de l'Intérieur, et avec succès le développement de la Volkspolizei, il est nommé chef d'état-major de la nouvellement formée Armée nationale populaire - en fait commandant en second de l'armée est-allemande derrière Willi Stoph. La carrière d'après-guerre de Müller est peut-être l'exemple le plus significatif de l'utilisation du régime est-allemand d'anciens nazis et d'officiers militaires, les soi-disant Ehemaligen dans la reconstruction de son appareil d'État. Il est, cependant, connu pour être en faveur de l'indépendance de la NVA de l'armée soviétique, et d'avoir entretenu des contacts en Occident par les cercles militaires et bavarois (les services de renseignement occidentaux, en fait, ont tenté, durant cette période, de persuader Müller de faire défection)[réf. nécessaire]. Il est également connu pour avoir mené des discussions secrètes avec le ministre allemand de l'Ouest des Finances, Fritz Schäffer, sur une possible détente entre l'Allemagne de l'Est et l'Allemagne de l'Ouest.
Après avoir été progressivement évincé, Müller se retire en 1958 au milieu des préoccupations de longue date sur la fiabilité politique de l'administration est-allemande, et sous la pression croissante de la Stasi. Il est dit qu'il a souffert de schizophrénie, et est hospitalisé pour un séjour en 1960 ; des allégations ont aussi refait surface qu'il avait été impliqué dans le meurtre de masse des Juifs à Artemovsk et le meurtre de prisonniers de guerre. Il meurt en 1961, dans des circonstances quelque peu controversées, lors d'une chute du balcon de sa maison le jour où il devait retourner à l'hôpital ; les rumeurs disent qu'il s'est suicidé quand un véhicule de police s'est présenté à l'extérieur.

## Décorations
- Croix de fer (1914)
  - 2e Classe
  - 1re Classe
- Insigne des blessés (1914)
  - en Noir
- Croix de chevalier 2e Classe de l'Ordre de Frédéric avec glaives
- Ordre du Médjidié 4e Classe avec glaives (médaille turque)
- Médaille Liakat d'argent avec glaives (médaille turque)
- Étoile de Gallipoli (médaille turque)
- Agrafe de la Croix de fer (1939)
  - 2e Classe
  - 1re Classe
- Croix allemande en or le 26 janvier 1942
- Croix de chevalier de la croix de fer
  - Croix de chevalier le 7 avril 1944
- Ordre du mérite patriotique de la RDA en or